# Estació de Neufchâtel
L'estació de Neufchâtel és una estació ferroviària situada al municipi francès de Neufchâtel-Hardelot (al departament del Pas de Calais).
És servida pels trens del TER Nord-Pas-de-Calais (de Calais-Ville a Amiens).
| Provinença   | Estació anterior | Línia                  | Estació següent | Destinació |
| ------------ | ---------------- | ---------------------- | --------------- | ---------- |
| Calais-Ville | Hesdigneul       | TER Nord-Pas-de-Calais | Dannes-Camiers  | Amiens     |